# Elizabeth (Indiana)
Elizabeth – miasto w Stanach Zjednoczonych, w stanie Indiana, w hrabstwie Harrison.